# Dawno temu w Ameryce

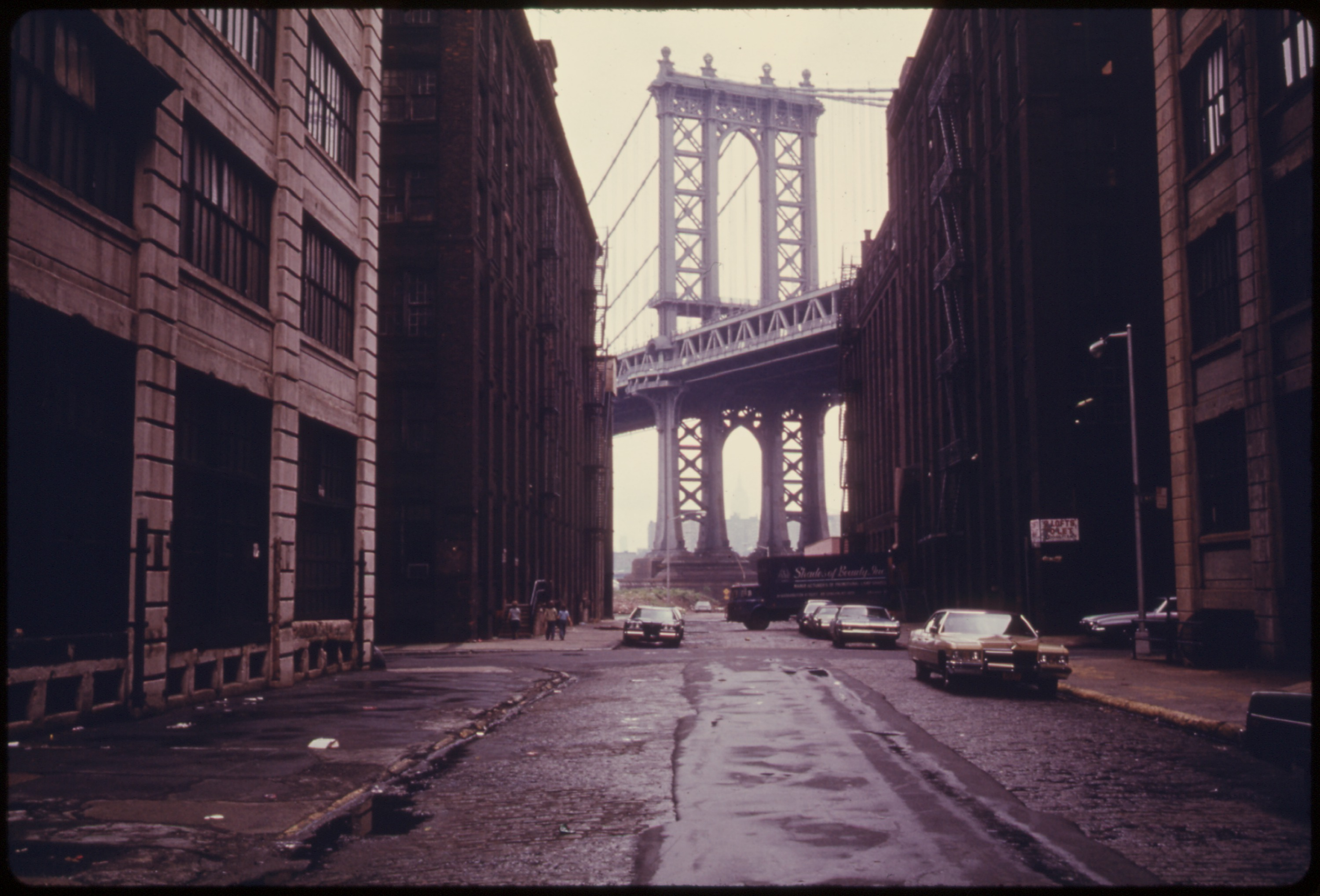
Manhattan Bridge, pojawiający się w filmie i na promujących go afiszach

Dawno temu w Ameryce (ang. Once Upon a Time in America, wł. C'era una volta in America) – amerykańsko-włoski dramat gangsterski z 1984 roku powstały na podstawie powieści Harry'ego Greya. Film reżyserował Sergio Leone, a w głównych rolach wystąpili w nim Robert De Niro i James Woods. Film opowiada historię pięciu chłopców dorastających w żydowskiej dzielnicy Nowego Jorku w latach 20. XX wieku. 
W październiku 2014 roku została wydana rozszerzona wersja reżyserska trwająca 251 minut.

## Produkcja
Zdjęcia kręcono w następujących lokacjach:
- Nowy Jork (m.in. Brooklyn, Williamsburg Bridge, Manhattan Bridge)
- New Jersey (dworzec kolejowy w Hoboken)
- Floryda (St. Petersburg)
- Montreal
- Paryż (Gare du Nord)
- Wenecja (Hotel Excelsior na wyspie Lido)[2]

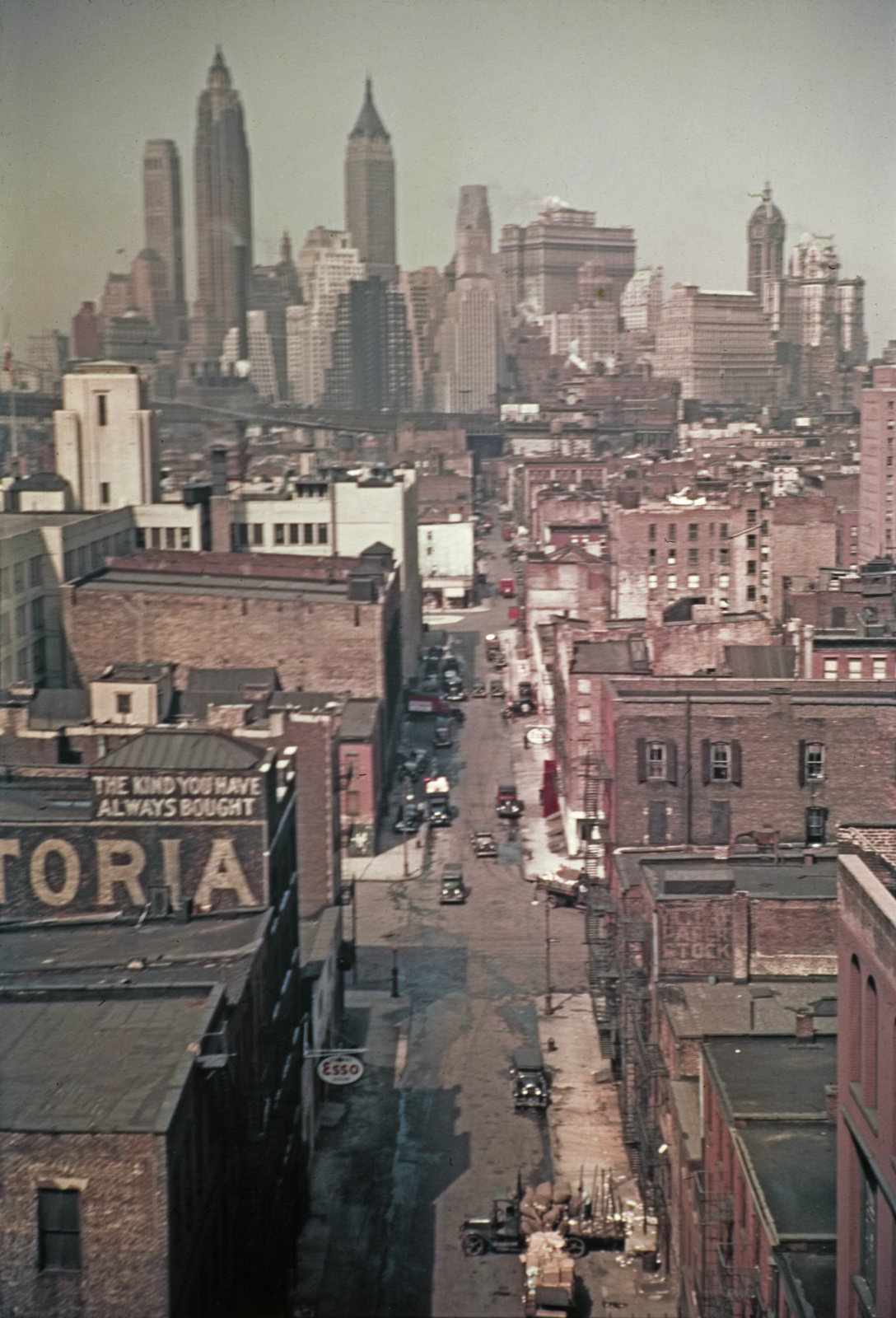
Nowojorski Manhattan w 1938

## Fabuła
Fabuła przedstawiona poniżej została uszeregowana w kolejności chronologicznej, nie odpowiadającej kolejności scen w filmie.

### Lata 20.
David „Noodles” Aaronson radzi sobie jak może jako biedny ulicznik w żydowskim getcie Williamsburg na Brooklynie na początku lat dwudziestych XX wieku. Jego gang tworzą: Patrick „Patsy” Goldberg, Phillip „Cockeye” Stein i mały Dominic. Pracują dla Bugsy'ego, lokalnego bandyty, potem jednak poznają Maxa Bercovicza i zaczynają działać niezależnie pod wodzą jego i Noodlesa. Noodles podkochuje się bez wzajemności w Deborah Gelly (Jennifer Connelly), która pragnie zostać kiedyś tancerką i aktorką. W ataku gangu Bugsy'ego zastrzelony zostaje Dominic. Noodles natychmiast mści się, zabijając nożem sprężynowym Bugsy'ego. Interweniują policjanci i Noodles pcha nożem także jednego z nich. Trafia do więzienia, na zewnątrz sprawami kieruje Max.

### Lata 30.
Po jedenastu latach, w 1932 roku, dorosły Noodles (teraz grany przez Roberta de Niro) zostaje zwolniony z więzienia i nawiązuje ponownie kontakt ze starym gangiem. Max (James Woods), Patsy (Hayden) i Cockeye (Forsythe) są teraz znaczącymi graczami w nielegalnym handlu alkoholem podczas prohibicji. Noodles spotyka się też ze znajomymi z dawnych czasów: Deborah (Elizabeth McGovern), jej bratem Grubym Moe (Rapp), który prowadzi nielegalny bar i Peggy (Amy Ryder), prostytutką z sąsiedztwa. Gangster z Detroit, Joe (Young), ze wsparciem lokalnego mafioso Frankiego Minaldiego, wynajmuje ten gang do kradzieży transportu diamentów. Carol (Tuesday Weld), sekretarka jubilera, wie o planowanym napadzie i nakłania Noodlesa do „zgwałcenia” jej podczas rabunku. Następuje konfrontacja w opuszczonej stoczni. Joe i jego przyboczni zostają zlikwidowani z zaskoczenia przez gang; Frankie Minaldi zorganizował to, aby pozbyć się konkurencji z Detroit. Gdy odjeżdżają ze stoczni, Noodles twierdzi, że Max nie powiedział mu nic o planie zabicia mafiosów, i przypomina mu, że nigdy nie mieli zamiaru pracować dla kogokolwiek. To pierwszy znak rozłamu między Noodlesem i Maxem, który jest jednym z dwóch głównych tematów tej opowieści; drugim jest skazany na porażkę związek Noodlesa z Deborah.
Gang angażuje się w sprawy mafii, uczestniczy w strajku pracowników przemysłu stalowego po stronie związkowca Jimmy'ego Conwaya O'Donnella (Treat Williams), chroniąc go przed zbirami milionera z branży stalowej. Przeciwstawiają się też skorumpowanemu szefowi policji (Aiello), wreszcie przebrani za lekarzy zamieniają identyfikatory niemowląt na sali poporodowej, gdzie leży nowo narodzony syn tego policjanta. Pojawia się ponownie Carol i związuje się z Maxem. Noodles próbuje zaimponować Deborah luksusową randką, ale zostaje odrzucony; Deborah oznajmia, że następnego wieczoru wyjeżdża na Zachodnie Wybrzeże, gdzie zamierza rozwinąć swoją karierę aktorską. Zrozpaczony Noodles, sprowokowany litościwymi gestami, gwałci ją na tylnym siedzeniu limuzyny.
Max pragnie zwiększyć pozycję swojego gangu, mimo zastrzeżeń Noodlesa. Gdy prawo o prohibicji zostaje uchylone, Max proponuje, by obrabowali Bank Rezerwy Federalnej, ale Noodles uważa to za krok samobójczy. Carol przekonuje go, żeby uprzedził policję o planowanym przemycie alkoholu, mniejszej rutynowej akcji, aby zapobiec przeprowadzeniu przez Maksa napadu na bank. Podczas przyjęcia z okazji końca nielegalności baru Grubego Moe Noodles wykonuje anonimowy telefon do władz, a potem zostaje pobity przez Maksa, gdy nazywa jego plany szalonymi. Później Noodles dowiaduje się, że Max, Patsy i Cockeye zostali wszyscy zabici w strzelaninie po osaczeniu ich przez policję. Odczuwa głębokie poczucie winy.
Aktualna dziewczyna Noodlesa, Eve (Fluegel), zostaje zamordowana przez przestępczą organizację, a Gruby Moe zostaje pobity prawie na śmierć, póki nie ujawnia miejsca pobytu zdrajcy. Noodles ukrywa się w palarni opium, umyka pościgowi i ratuje życie Moe. Bierze od niego klucz do skrytki i chce przejąć tajne fundusze gangu. Z szokiem odkrywa, że pieniądze zniknęły; ucieka więc do Buffalo, gdzie żyje przez kilka dziesięcioleci pod przybranym nazwiskiem.

### 1968
W 1968 roku stary zmęczony życiem Noodles powraca do Nowego Jorku, gdzie zamieszkuje u Grubego Moe w jego taniej restauracji. Noodles pokazuje Moe list, który otrzymał od miejscowego rabina z wiadomością, że cmentarz, na którym pochowano jego trzech przyjaciół został sprzedany pod zabudowę mieszkaniową. List daje krewnym i przyjaciołom zmarłych szansę przeniesienia szczątków gdzie indziej. Moe mówi Noodlesowi, że dostał podobny list dotyczący grobu jego ojca przed około ośmioma miesiącami. Noodles wyjaśnia, że spóźnione dostarczenie listu, w połączeniu z faktem, że ciała Maksa, Patsy'ego i Cockeye'a dawno już zostały zabrane na ekskluzywny prywatny cmentarz, to powody, dla których wrócił z ukrycia. Gruby Moe pyta: „Co to wszystko znaczy?” Noodles odpowiada: „To znaczy: «Noodles, chociaż ukrywałeś się na zadupiu, znaleźliśmy cię. Wiemy, gdzie jesteś». To znaczy: «Przygotuj się»”.
W mauzoleum, gdzie pochowano ostatecznie jego przyjaciół, Noodles odkrywa klucz wiszący na tabliczce z dedykacją tego pomnika dla nich w jego imieniu. Jest podobny do tego, który przechowywał dla nich Moe, gdy byli nastolatkami, do skrytki na stacji kolejowej pełniącej rolę ich nieformalnego banku przez całą ich karierę gangsterską. Moe wydawał go tylko, gdy zjawili się wszyscy razem. Kiedy idzie na stację, odkrywa, że skrytka zawiera walizkę pełną gotówki i wiadomość, że jest to „zaliczka za następną robotę”.
Noodles idzie spotkać się z postarzałą Carol, która mieszka czy też pracuje w domu opieki prowadzonym przez Fundację Baileya. Carol mówi Noodlesowi, że Max sfingował własną śmierć, jak również zabicie Patsy'ego i Cockeye'a poprzez otwarcie ognia w stronę policji tamtego feralnego wieczoru. Gdy rozmawiają, Noodles ogląda grupową fotografię z dnia otwarcia tej placówki, gdzie starsza Deborah siedzi na honorowym miejscu. Carol nie jest pewna, kim ona jest, nazywa ją słynną aktorką i patronką zakładu.
Noodles odwiedza Deborah w jej garderobie, gdzie ta usuwa makijaż po przedstawieniu „Antoniusz i Kleopatra”. Deborah jest poruszona, gdy Noodles zaczyna wypytywać ją o nękanego politycznymi problemami sekretarza Baileya, który pokazany był wcześniej w telewizyjnych wiadomościach. Deborah twierdzi, że wie tyle, co przeciętny obywatel czytający gazety, ale Noodles podaje to w wątpliwość i mówi jej, że zapewne mieszka z Baileyem od lat. Noodles wspomina, że ma zaproszenie na „przyjęcie na Long Island” w niedzielę. Deborah radzi mu nie iść i gdy przerywa im stukanie do drzwi, zaczyna zachowywać się nerwowo. Młody mężczyzna woła ją po imieniu. Deborah prosi go, by poczekał, i błaga Noodlesa, by wyszedł tylnymi drzwiami i nie oglądał się za siebie.
Noodles sprzeciwia się i wychodzi tą samą drogą, którą wszedł. Przeżywa wstrząs, gdy napotyka młodego mężczyznę uderzająco podobnego do Maksa w jego wieku. Deborah przedstawia go jako syna Sekretarza Baileya: „Ma na imię David, tak samo jak ty”.
Noodles pojawia się na przyjęciu u Sekretarza Baileya, Bailey okazuje się Maksem. Jest przeciw niemu prowadzone śledztwo w sprawie korupcji i postanawia spłacić stary dług poprzez wynajęcie Noodlesa, by go zamordował, co pozwoli mu ocalić twarz. Mówi Noodlesowi, że zdradził gang, że planowany przemyt alkoholu był operacją Syndykatu, że Syndykat także powiadomił policję, że spalone ciało było ciałem kogoś innego. Noodles spokojnie odmawia zabicia „Baileya”, pomimo faktu, że Maks go prowokuje, przypominając, że: zdradził go, ukradł wspólne pieniądze i posiadł jego ukochaną kobietę. Przed wyjściem mówi Maksowi, że jego własna zdrada miała ocalić życie Maksa.

## Wersje filmu

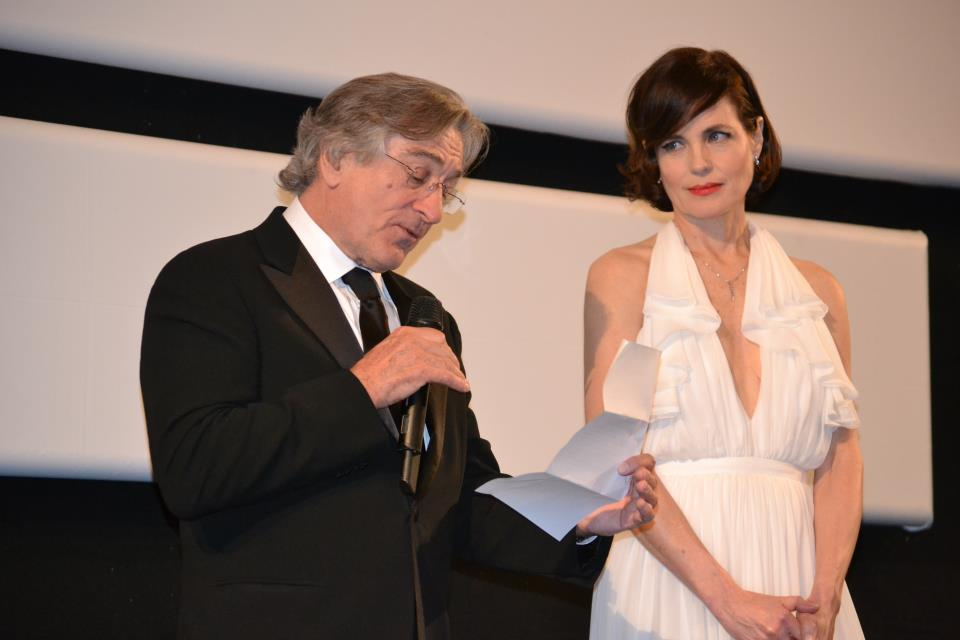
Robert De Niro i Elizabeth McGovern podczas pokazu odnowionej wersji filmu podczas festiwalu filmowego w Cannes w 2012 roku

Premiera filmu odbyła się na Festiwalu Filmowym w Cannes w 1984 roku. W Europie emitowany w kinach film trwał 229 minut. Wersja wypuszczona na rynek amerykański została przemontowana przez dystrybutora (Ladd Company). Była:
- krótsza o 90 minut (wycięto większość scen z dzieciństwa i z lat 60.)
- zmontowana w kolejności chronologicznej, podczas gdy struktura wersji europejskiej zbudowana jest na retrospekcjach głównego bohatera.

Zdaniem Leone taka wersja filmu zatraciła całe znaczenie i sens. W USA film poniósł klęskę finansową i szybko zniknął z ekranów. Obecnie na rynku amerykańskim DVD z filmem jest dostępne w europejskiej, długiej wersji.
Na Festiwalu w Cannes film został odebrany przychylnie i po premierze otrzymał piętnastominutową owację na stojąco. Część widowni (zwłaszcza kobiecej) była jednak zdegustowana scenami gwałtów oraz sposobem przedstawienia większości kobiet w filmie. W Europie film odniósł sukces artystyczny i komercyjny, zaś w Stanach Zjednoczonych i Kanadzie opinie były podzielone. Kilku krytyków nazwało film żydowskim Ojcem Chrzestnym, co Leone przyjął z oburzeniem, zwłaszcza że kilka lat wcześniej odrzucił propozycję reżyserowania tego filmu. Amerykański krytyk filmowy i scenarzysta Roger Ebert napisał, że nie można porównywać wersji amerykańskiej z europejską.

## Obsada
- Robert De Niro – David 'Noodles' Aaronson

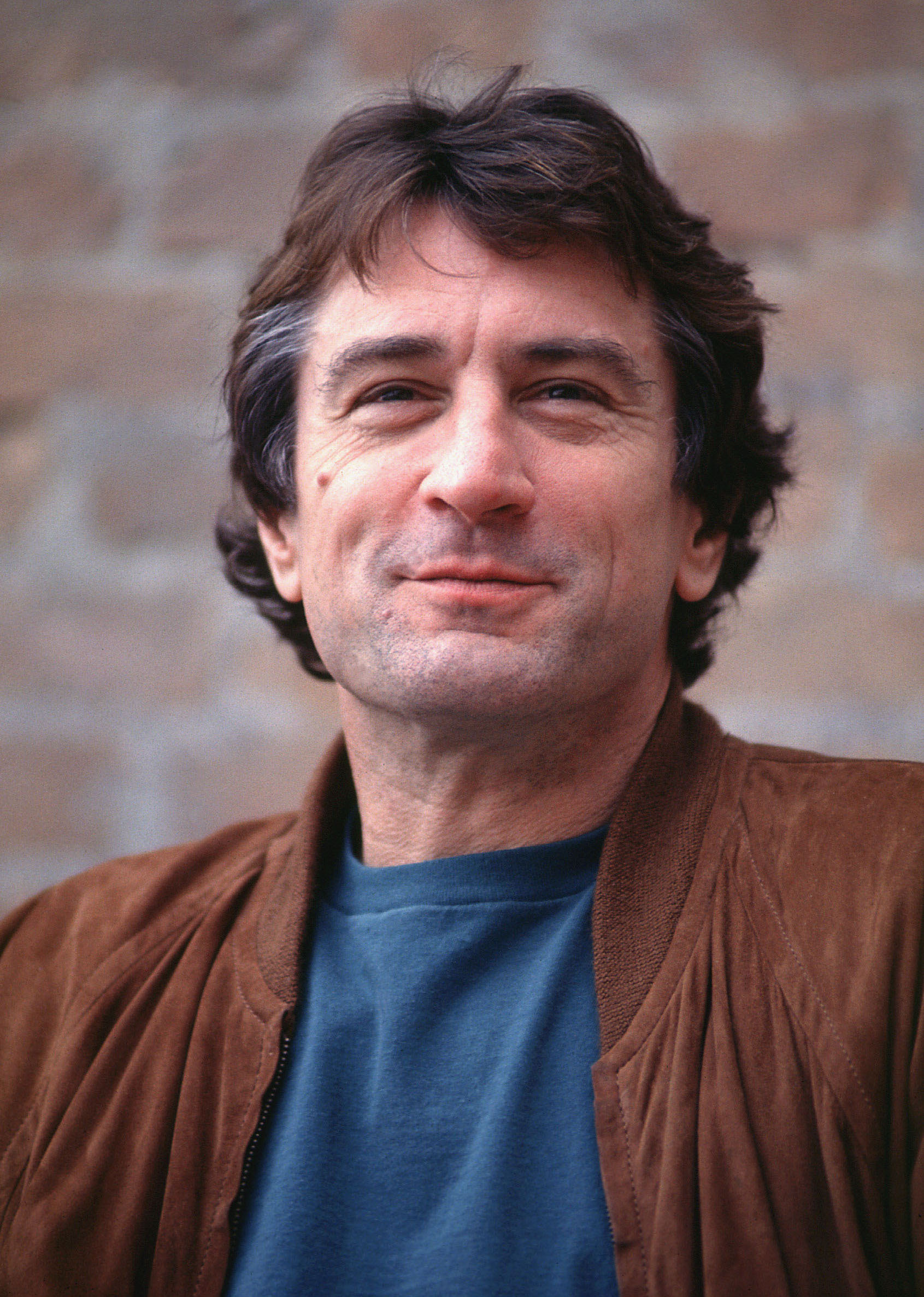
De Niro w 1990

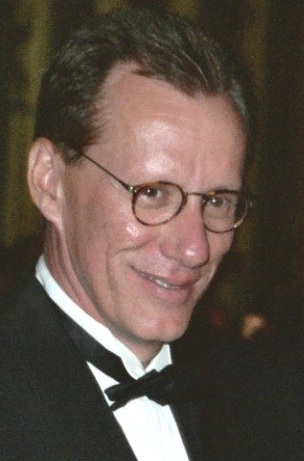
Woods w 1990

- James Woods – Maximilian 'Max' Bercovicz
- Elizabeth McGovern – Deborah Gelly dorosła
- Jennifer Connelly – Deborah w dzieciństwie
- Tuesday Weld – Carol
- Treat Williams – James Conway O'Donnell
- James Hayden – Patrick 'Patsy' Goldberg
- Joe Pesci – Frankie Minaldi
- Larry Rapp – Fat Moe Gelly
- Danny Aiello – Szef policji Vincent Aiello
- William Forsythe – Philip 'Cockeye' Stein
- Burt Young – Joe
- Darlanne Fluegel – Eve
- Dutch Miller – Van Linden
- Robert Harper – Sharkey
- Richard Bright – Chicken Joe

## Nagrody
- BAFTA za najlepszą muzykę (Ennio Morricone) i kostiumy (Gabriella Pescucci).
- Silver Ribbon za najlepszą reżyserię, muzykę, produkcję (Carlo Simi), efekty specjalne i zdjęcia (Tonino Delli Colli).
- Nagroda Sant Jordi za najlepszą grę aktorską (Robert de Niro).